# Kreuztest
Beim Kreuztest (kombinatorischer Test) werden mögliche Kombinationen von Komponenten untersucht. Ziel ist es, die am besten harmonierenden Einzelbestandteile zusammenzufügen.

## Beispiele
- Ein bekanntes Beispiel aus dem medizinischen Bereich ist der Kreuztest zum Testen der Verträglichkeit von Blutgruppen (Kreuzprobe) und von transplantierten Organen (z. B. Nieren-Crossmatch).[1]
- Auch ein Augenarzt wendet den Kreuztest an, um bei Patienten festzustellen, ob beide Augen im Gleichgewicht sind. Um eine mögliche Abweichung festzustellen, wird dem rechten Auge ein anderes Bild angeboten als dem linken Auge, sodass beim Kreuztest das eine Auge nur den senkrechten Teil, das andere den waagerechten Teil sehen kann.[2]
- Ein weiteres Anwendungsgebiet im technischen Bereich findet sich in der Kombinationen von Tinten und Papieren unterschiedlicher Hersteller bei Tintenstrahldruckern, was oft in Fachzeitschriften behandelt wird. Andere Beispiele finden sich bei Computer-Hardware (DVD-Brenner X DVD-Rohlingen) oder in der Materialforschung (Schweißbarkeit verschiedener Kunststoffe). Auch Simkarten können mittels Kreuztest auf ihre volle Funktionsfähigkeit überprüft werden.[3]